# 奥列格·尼洛夫
奥列格·阿纳托利耶维奇·尼洛夫（羅馬化：Oleg Anatol'yevich Nilov；1962年5月8日—）是俄罗斯政治人物，第六、七、八届国家杜马议员，公正俄罗斯党副党魁。

## 生平
1985年尼洛夫毕业于圣彼得堡国立航空航天仪器大学。他在一家工厂工作，是一名共青团成员。
1999年毕业于俄罗斯联邦总统国民经济与国家行政学院，2004年毕业于圣彼得堡国立大学。
2014年，他获得了俄罗斯联邦总统荣誉证书。

### 制裁
尼洛夫于2022年因俄乌战争而遭到美国财政部和英国政府制裁。